# 바리새파
바리새파, 바리사이파 또는 바리새인(고대 그리스어: Φαρισαῖος 파리사이오스[*], 영어: Pharisees)은 예수가 활동하던 제2성전기에 레반트 지역에 존재했던 유대교의 경건주의 분파, 중간계급 평신도 경건주의를 말한다. 서기 70년에 제2성전이 파괴된 이후, 바리새인들의 신념은 랍비 유대교의 기초가 되었다. 비록 현재 바리새파가 존재하지는 않지만 이들의 전통은 모든 유대교 종파에서 중요한 요소로 여겨지게 되었다.
바리새파와 사두개파 사이에는 갈등이 있었는데 이는 유대인들 사이에 오랜 시간 동안 이어져 온 더 광범위한 사회적, 종교적 갈등의 맥락에서 발생한 것으로, 로마의 정복으로 인해 더욱 심화되었다. 헬레니즘을 대하는 자세가 갈등의 주요 원인 중 하나였다. 사두개인은 헬레니즘을 배척하지 않고 받아들인 반면, 바리새인은 이에 저항했기 때문에 문화적 갈등이 발생했다. 또 다른 원인으로는 성전의 의식과 제사를 중시할 것인지, 다른 모세 율법의 중요성을 강조할 것인지에 대한 법률-종교적 원인이 있었다. 특히 토라의 해석과 이를 유대인의 삶에 적용하는 방법에 관한 견해가 달랐는데, 사두개인들은 오직 글로 적힌 토라만 인정하고 그 외 구전된 토라, 예언서, 성문서, 구전 토라, 부활의 교리 등을 거부한 반면 바리새인들은 이를 수용하였다.
바리새인이었다고 추정되는 플라비우스 요세푸스(약 37년~100년 경)은 제2성전이 무너지기 전 바리새인 인구를 약 6,000명으로 추정했다. 그는 바리새인들이 일반 대중에게 미친 영향력이 매우 커서, 그들이 왕이나 대제사장에 반대하는 발언을 하더라도 대중은 이를 따랐다고 하는데, 이는 사두개인들이 상류층을 대표하는 것과 대조적이었다. 바리새인들은 유대교 율법 해석에 있어 모세의 권위를 주장했고, 사두개인들은 솔로몬 시대에 그들의 선조 사독이 대제사장으로 봉사한 이후로 확립된 제사장의 특권과 권위를 대표했다.
신약성경 역시 바리새파에 대해 여러차례 언급한다. 신약의 저자들은 예수와 바리새인들 사이의 적대 관계를 기록하면서도, 예수를 믿었던 바리새인들에 대해서도 언급한다. 그 중에는 예수가 직접 야훼가 보낸 교사라고 밝힌 니고데모, 예수의 제자였던 아리마대의 요셉, 그리고 '바리새인 중 믿었던 사람들'이 포함되어 있는데, 그 중에는 가말리엘의 제자였던 사도 바울로도 있다. 가말리엘은 산헤드린에서 예수의 제자들을 대적하는 것은 야훼를 대적하는 것과 같은 일일 수도 있다고 경고한 인물이다.

## 번역
바리새파 사람은 1900년 편찬한 개신교의 신약성경전서(조선성서공회)에서부터 '바리새'로 옮겼으며, 1971년 공동번역 성서의 신약전서(대한성서공회)에서 바리사이파 사람, 1993년 표준새번역 성경전서(대한성서공회)에서는 바리새파 사람, 천주교 《성경》(한국 천주교 주교회의)에서는 바리사이로 옮겼다.

## 신학
바리새 사람은 이스라엘이 그리스-로마 문화 곧 그리스와 로마문화가 융합된 이방문화의 영향을 받아가는 헬레니즘화로 이스라엘 고유 문화와 신앙을 잃을 것을 우려하여 오경(토라 또는 율법)의 가르침을 문자적으로 준수하는데 철저함을 보였으며, 유대교 신학을 계승하는 업적을 남겼다. 이들은 천사 등의 영적인 존재를 받아들였고 부활을 믿었기 때문에, 모세5경에 나오지 않는다고 해석하여 영적인 존재와 부활을 믿지 않는 근본주의자들인 사두가이파와 대립하였다.

## 유대 독립 전쟁 이후
바리새파는 현재 유대교에서 매우 중요한 종파이다. 기원후 70년 유대전쟁 이전까지 사두개, 에세네, 젤롯과 경쟁적 관계였으나, 70년 유대전쟁 시기에 친로마 노선을 선택했다. 이후 다른 종파가 로마군에 의해 파괴되어 유대교를 이끄는 유일한 종파가 되었다.
유대전쟁으로 로마제국이 예루살렘을 함락하고, 성전을 파괴하고, 유대지역을 완전히 진압하여 유다왕국은 패망하였다. 예루살렘 성전을 중심으로 하던 유대교에게 성전이 완전히 사라졌다. 이후 당시 유대교의 주요한 종파였던 사두개파, 에세네파, 젤롯파는 사라지고 바리새파만 남았다. 정치적 지배 세력을 지지하고 협력하던, 성전 중심의 기득권층 종교인들인 사두개파와 급진적 입장이었던 에세네파, 무력항쟁을 지지했던 젤롯파는 유대 왕국 패망 이후 존속할 수 없었다. 바리새파는 로마제국과 협상하여 얌니야라는 평화지역을 얻는 대신, 토라 연구에만 천작한다는 대화와 타협을 하였다. 현실을 직시하는 바리새인들의 지혜는 성전 없이 회당을 중심으로 하는 랍비 유대교를 형성하여 현재 유대교를 이루는 유일한 종파로 남았다.

## 기독교와의 관계
루가의 복음서 13장 31절에 바리새인들이 예수에게 "헤롯이 랍비를 죽이려고 하니까 몸을 숨기셔야 합니다."라고 말하는 이야기가 나오기 때문에, 흔히 기독교인들이 잘못 생각하는 것과 달리 바리새인이라고 해서 예수에게 반대한 것은 아니다. 마태복음서 23장 13절-33절을 근거로 예수가 바리새인들을 비난했다고 보는 해석도 있지만, 초기 기독교와 유대교의 갈등과 대립이 투영된 이야기로 보는 설명이 설득력을 얻고 있다.또한 하나님의 말씀대로 살고자 애쓴 바리새파들의 경건한 신앙은 기독교에도 영향을 주어, 고대교회는 마태복음서와 야고보서라는, 신앙과 삶의 일치를 중요하게 생각하는 기독교 전통을 만들어냈다.

## 바리새파 인물
예수의 제자 중에 바리새파 출신 인물로는 사도 파울로스, 니코데모가 있었다.

## 주해
1. ↑  예를 들어, 마태오 복음서 3:7의 경우 다음과 같이 번역되어 있다.

| 가톨릭성경 | 그러나 요한은 많은 바리사이와 사두가이가 자기에게 세례를 받으러 오는 것을 보고, 그들에게 말하였다. “독사의 자식들아, 다가오는 진노를 피하라고 누가 너희에게 일러 주더냐?   |
| 개역한글   | 요한이 많은 바리새인과 사두개인이 세례 베푸는 데 오는 것을 보고 이르되 독사의 자식들아 누가 너희를 가르쳐 임박한 진노를 피하라 하더냐                                      |
| 공동번역   | 그러나 많은 바리사이파 사람들과 사두가이파 사람들이 세례를 받으러 오는 것을 보고 요한은 이렇게 말하였다. "이 독사의 족속들아! 닥쳐 올 그 징벌을 피하라고 누가 일러 주더냐? |
| 표준새번역 | 요한은 바리새파 사람과 사두개파 사람이 많이들 세례를 받으러 오는 것을 보고, 그들에게 말하였다. "독사의 자식들아, 누가 너희에게 닥쳐올 징벌을 피하라고 일러주더냐?          |